# Hard (série de televisão)
Hard é uma série de televisão francesa criada e produzida por Cathy Verney, a série estreou em 9 de maio de 2008 no Canal+ na França e posteriormente, internacionalmente. A série se concentra na indústria de filmes pornográficos. Faz parte da coleção "New Trilogy" no Canal+.

## Sinopse
Após a morte brutal do marido, Sophie descobre através da sogra que o seu falecido marido não dirigia uma próspera empresa de computadores, mas uma produtora de filmes pornográficos, Soph'X, da qual é a legatária.
Descobrindo entre o desânimo e a consternação um mundo que ela estava a mil milhas de conceber, ela hesita entre assumir as rédeas da empresa e vender tudo para retomar o seu trabalho como advogada. A hipoteca contraída pelo marido antes da sua morte para modernizar Soph'X e o encontro com Roy Lapoutre, estrela porno e pilar de produção, vai forçar a sua mão...

## Distribuição

### Actores principais
- Natacha Lindinger: Sophie Rousseau puis Sophie Danel
- François Vincentelli: Jean-Marc Danel dit Roy Lapoutre
- Michèle Moretti: Louise Rousseau (temporadas 1 e 2)
- Katia Lewkowicz: Lucile Berger (temporadas 1 et 2)
- Stéphan Wojtowicz: Pierre Souchet
- Eric Herson-Macarel: Andréa (temporadas 1 et 2)
- Axel Wursten: Jules Rousseau
- Fanny Sidney: Violette Rousseau
- Nadir Legrand: Igor
- Anne Caillon: Mathilde
- Jean-Noël Cnokaert: Philippe
- Charlie Dupont: Corrado
- Élodie Mennegand: Shana
- Cédric Chevalme: Rudy

## Episódios
- A primeira temporada, em seis episódios de 26 minutos, foi transmitida de 9 a 23 de maio de 2008.
- A segunda temporada, em doze episódios de 26 minutos, foi transmitida de 30 de maio a 20 de junho de 2011.
- A terceira temporada, em doze episódios de 26 minutos, foi transmitida de 1 a 22 de junho de 2015.

## Difusão internacional
A primeira temporada da série foi também transmitida na Hungria no final de 2010, sob o título "Derült égből pornó" no canal HBO Magyarország. Foi oferecido sob a forma de um filme televisivo em duas partes, as primeiras de 74 minutos e as segundas de 78 minutos.
Na Bélgica e no Luxemburgo, a série é transmitida pela Be tv.

## Adaptação no Brasil
No Brasil, a série teve a sua própria adaptação com o mesmo título "Hard". A série será transmitido a partir de 17 de maio de 2020 no HBO Brasil com Natália Lage como protagonista.